# Jacques Brodin
Jacques Brodin (n. 22 decembrie 1946, Les Andelys, Haute-Normandie, Franța – d. 1 octombrie 2015, Rouen, Franța) a fost un scrimer ce a reprezentat Franța, medaliat olimpic. A participat la 2 ediții ale Jocurilor Olimpice (1964, 1972) în care a câștigat o medalie de bronz.